# Право на выстрел
«Право на выстрел» — советский художественный фильм 1981 года.

## Сюжет
Пограничный сторожевой корабль «024», которым командует капитан-лейтенант Алексей Никитин, обнаруживает неправомерные действия в советских территориальных водах японских рыболовецких судов. Одно из них задержано и сопровождено в советский порт. Между его командой и советскими следователями начинается игра в юридические и политические моменты. Советская сторона доказывает факты преднамеренного нарушения советского и международного законодательства, члены команды иностранного судна оправдываются «сложными обстоятельствами» и угрожают международным скандалом за их задержание. Следователи отмечают ряд небольших, но необъяснимых противоречий в показаниях «рыбаков», которые могут быть легко объяснимы, если допустить, что задержанное судно целенаправленно участвует в разведывательной операции. Подтверждён незаконный лов краба и собираются факты для доказательства участия в шпионаже, как истинной причины пересечения иностранным судном советской границы. В это же время опытный командир «024», разгадывая планы противника, начинает преследовать замаскированное под рыболовецкое разведывательное судно SF-087 «KIOSI» — основного участника шпионской акции. Капитан этого судна, по причине неоднократных пограничных инцидентов, — давний знакомый Никитина.

## В ролях
- Владимир Ивашов — капитан-лейтенант Алексей Нилыч Никитин, командир ПСКР
- Талгат Нигматуллин — Синдо, «Композитор», капитан шхуны «Киёси»
- Александр Мартынов — старший помощник командира ПСКР старший лейтенант Евгений Борисович Крымов
- Александр Яковлев - старший следователь пограничных войск
- Регина Разума — следователь, старший лейтенант
- Станислав Коренев — начальник пограничной службы, капитан 1-го ранга
- Виктор Лоренц — Чиф, шеф
- Болот Бейшеналиев — шкипер Мики-18
- Геннадий Четвериков — член команды «Киёси»
- Олег Ли — телеграфист «Киёси»
- Юрий Майнагашев — радист Мики-18
- Ментай Утепбергенов — боцман шхуны «Киёси»
- Александр Январёв — капитан Иванов, инспектор рыбоохраны
- Игорь Пушкарёв — офицер штаба
- Николай Погодин

## Съёмочная группа
- Режиссёр: Виктор Живолуб
- Автор сценария: Олег Смирнов
- Оператор: Александр Филатов
- Композитор: Евгений Крылатов

## Награды
- Серебряными медалями имени А. Довженко (1982) за создание фильма награждены Смирнов Олег Павлович, автор сценария; Живолуб Виктор Николаевич, кинорежиссёр; Владимир Ивашов, исполнитель главной роли.